# Синдром Робинова
Синдром Робинова (от англ. fetal facies «лицо плода», мезомелическая карликовость). Редкое генетическое заболевание, для которого на общем фоне отставания в развитии характерны — увеличенная голова, выпуклый лоб, низкий рост, полнота, брахидактилия конечностей (пальцев рук и ног), неразвитость внешних половых органов и др. Впервые синдром был описан в 1969 году в американском журнале заболеваний у детей (American Journal of Diseases of Children, Chicago) педиатром и генетиком Мейнхардом Робиновым вместе с коллегами Фредериком Сильверманом и Хьюго Смитом. К 2002 году изучено и опубликовано в специализированной медицинской литературе более 100 клинических случаев заболевания. Синдром также известен как Робинов-Сильверман-Смит синдром. Рецессивная форма заболевания была ранее известна как синдром Covesdem.

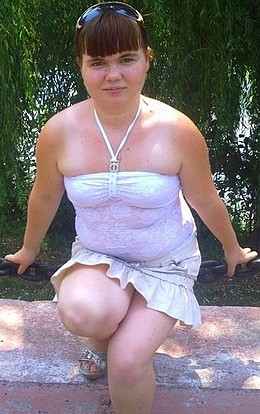
Больная с характерными признаками заболевания синдрома Робинова аутосомно-доминантного типа наследования (Восточная Европа)

## Признаки и симптомы заболевания
Постоянные клинические признаки — макроцефалия, выступающий лоб, широкая переносица, гипертелоризм, эпикант, гипоплазия средней части лица, короткий нос с вывернутыми вперёд ноздрями, широкий фильтр, рот треугольной формы, гиперплазия дёсен, нарушение прорезывания зубов и прикуса. Дети рождаются с пренатальной гипоплазией и в дальнейшем отстают в росте. Скелетные аномалии включают укорочение предплечий, брахидактилию, иногда искривление V пальца, вывих бедра, гиперподвижность межфаланговых суставов, аномалии позвонков (полупозвонки). Отмечаются гипоплазия половых губ и клитора.

## Формы расстройства
Синдром Робинова относится к моногенной форме онкогенетических синдромов. Существуют два типа наследования заболевания: аутосомно-доминантный и аутосомно-рецессивный. В первом случае описанные клинические признаки выражены слабо, а некоторые из них отсутствуют вовсе, такая форма является наиболее распространённой. При рецессивном типе признаки синдрома наиболее выраженные, вплоть до тяжелейших костных деформаций и поражений скелета. Примечательно, что более всего больных с рецессивной формой выявлено в восточной Турции, Омане и бывшей республике Чехословакии, что скорее всего обусловлено высокой степенью кровного родства внутри групп пациентов указанных выше регионов.

## Следствия заболевания
Синдром Робинова часто обусловливает у больных — инфекции уха, потерю слуха, мышечную гипотонию, проблемы развития, респираторные заболевания, чувствительность к свету. Около 15 % зарегистрированных больных страдают врожденными пороками сердца. Также несмотря на то, что уровень развития интеллекта у пациентов сохраняется на уровне здорового человека, у 15 % больных синдромом наблюдаются отклонения и задержки в умственном развитии.
В статье «Клинический случай синдрома Робинова в сочетании с множественным гамартозным ростом» Гречаниной Ю. Б. и Молодан Л. В. (ХНМУ-ХСМГЦ, Харьков, Украина) описывается клинический случай синдрома Робинова у женщины в период беременности. По результатам обследования у беременной пациентки с заболеванием синдрома Робинова с неполной экспрессией (витальный вариант аутосомно-доминантного типа наследования) был выявлен множественный гамартозный рост, клинически сопровождающийся признаками дефицита ферментов фолатного цикла. Провокатором активизации процесса выступило санаторно-курортное лечение в жаркое время года.